# Cepo
Cepo (egyszerűsített kínai írással: 淄博市; pinjin: Zībó shì) prefektúra szintű város Kínában, Santung tartományban. Lakosainak száma 4 704 138 fő (2020).

## Népessége
| 2010 | 4 530 597 |
| 2020 | 4 704 138 |

## Közlekedés

### Vasút

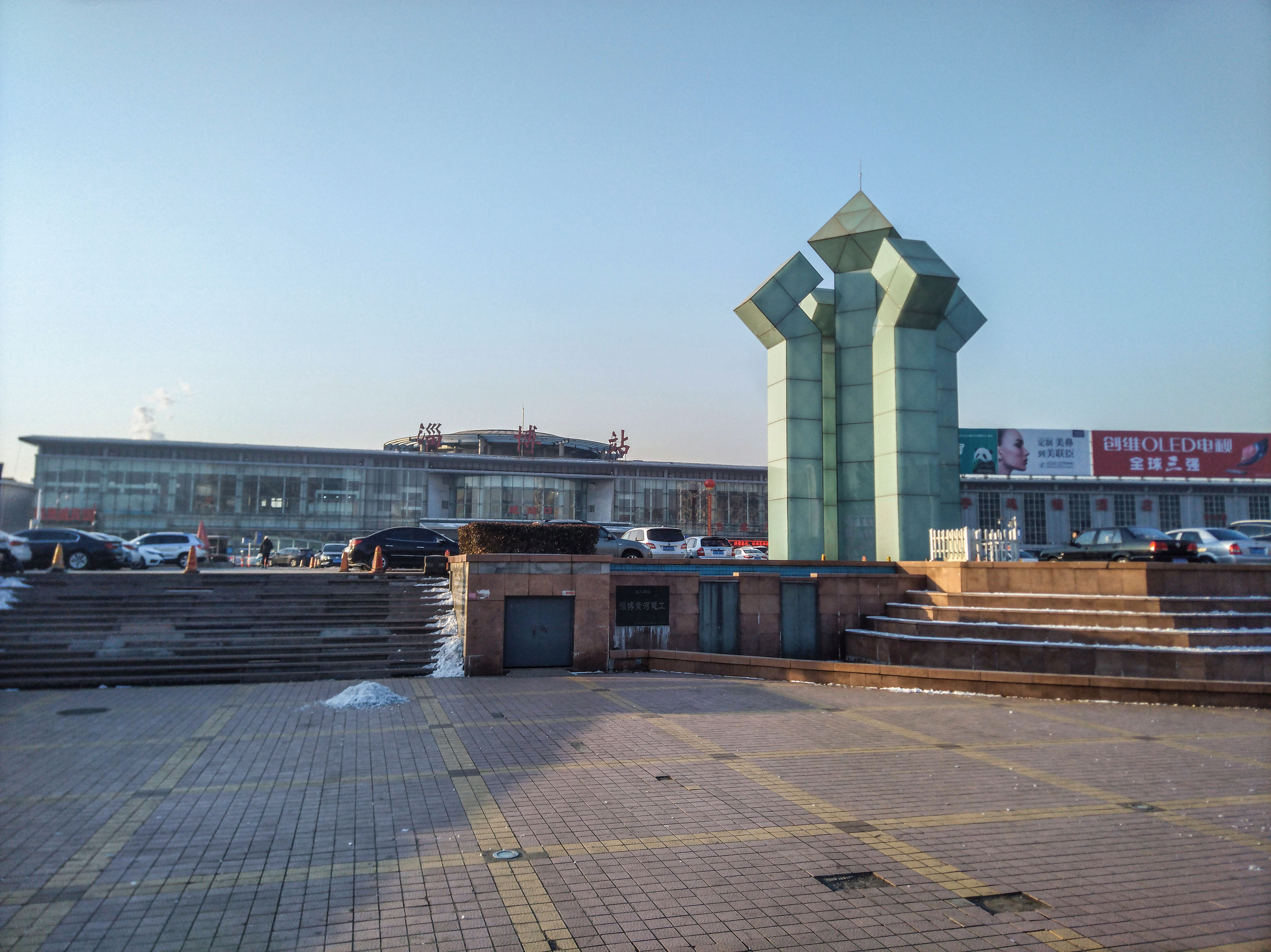
Cepo vasútállomása

Napjainkban a városban 37 nagy és kis méretű vasútállomás működik.

## Testvérvárosok
- Arequipa
- Erie (1985. május 28.)
- Kamó (1993. október 21.)
- Bratszk (2007. szeptember 11. – )
- Batumi (1998. november 20.)
- Bergamo megye (2007. november 19.)
- Gwangju (2003. szeptember 15.)
- La Roche-sur-Yon (1991. május 19.)
- Newcastle (2002. szeptember 26.)
- Velikij Novgorod (1995. november 12.)
- São José dos Pinhais (2009. június 24.)
- Mandaue (2002. április 17.)